# 5391 Emmons
Emmons (asteróide 5391) é um asteróide da cintura principal, a 1,7143431 UA. Possui uma excentricidade de 0,2416328 e um período orbital de 1 241,42 dias (3,4 anos).
Emmons tem uma velocidade orbital média de 19,8099625 km/s e uma inclinação de 2,50998º.
Este asteróide foi descoberto em 13 de Setembro de 1985 por Eleanor Helin.